# Bojan Balkovec
Bojan Balkovec, slovenski zgodovinar, * 17. februar 1963, Ljubljana, SFRJ.
Leta 1987 je iz zgodovine in sociologije diplomiral na Filozofski fakulteti Univerze v Ljubljani, kjer je 1998 tudi doktoriral s tezo Parlamentarne volitve v Jugoslaviji v letih 1920–1938 v kateri se je posebej osredotočil na slovenski prostor. Od leta 1987 je zaposlen na Filozofski fakulteti, najprej kot stažist-raziskovalec, od leta 1989 kot asistent za zgodovino, od leta 2000 kot docent in od 2020 kot izredni profesor. Med leti 2001 in 2005 je deloval kot predsednik komisije za zgodovino v okviru Nacionalnega preverjanja znanja v devetletni osnovni šoli. V mandatu v letih 2007–09 je bil predstojnik Oddelka za zgodovino. Njegovo glavno področje raziskovanja je slovenska zgodovina v času med prvo in drugo svetovno vojno, posebno politična zgodovina. Ukvarja se tudi s problematiko poučevanja zgodovine v šolah.

## Dela
- Prva slovenska vlada 1918-1921. Ljubljana, 1992 e-izdaja na portalu sistory.si;
- Sedemdeset let prve borze v Ljubljani. Ljubljana, 1994;
- Bojan Balkovec [et al.], Zgodovinski časovni trak. CD-ROM. Ljubljana, 1996;
- »Zaradi prepričanja ali koristi? Prestopi kandidatov na starojugoslovanskih volitvah«, Prispevki za novejšo zgodovino 40, št. 2 (2000), str. 21-36;
- »'Če ne greš volit, pomagaš nasprotniku do zmage!'« Zgodovinski časopis 57 (2003), str. 97–112;
- »Paberki o rojstvih in porokah v župniji Preloka«, Kronika, časopis za slovensko krajevno zgodovino, 51, št. 1 (2003), str. 51–60;
- »Naše prve«, v Stiplovškov zbornik, Ljubljana, 2005, str. 267–276;
- Slovenski veliki leksikon (sourednik in soavtor). Ljubljana, 2003-2005.
- "Vsi na noge, vsi na plan, da bo zmaga čim sijajnejša": volilna teorija in praksa v prvi jugoslovanski državi, Ljubljana, 2011, ISBN 978-961-6777-11-7:
- "Svi na noge, svi van, da pobjeda bude što sjajnija! Izborna teorija i praksa u međuratnoj Jugoslaviji, Zagreb, 2017, ISBN 978-953-7963-56-9;
- soavtor in ur. Vinceremo, videt čemo: okupacijske meje v Beli krajini 1941-1945, Ljubljana, 2022, e-izdaja
- soavtor in ur. En krompir, tri države: okupacijske meje na Dolenjskem 1941–1945, Ljubljana, 2021, e-izdaja